# Mexico City Open 1981
Il Mexico City Open 1981 è stato un torneo di tennis giocato sulla terra rossa. È stata la 4ª edizione del torneo che fa parte del Volvo Grand Prix 1981. Si è giocato a Città del Messico in Messico dal 23 febbraio al 1º marzo 1981.

## Campioni

### Singolare maschile
Jaime Fillol ha battuto in finale  David Carter con il punteggio di 6–2 6–3

### Doppio maschile
Marty Davis /  Chris Dunk hanno battuto in finale  John Alexander /  Ross Case con il punteggio di 6–3, 6–4